# Íntimo (álbum de Nicky Jam)
Íntimo es el sexto álbum de estudio del cantante colombianoestadounidense Nicky Jam. Se estrenó el 1 de noviembre de 2019 por Sony Music Latin. El álbum fue promocionado a través de un documental.

## Rendimiento comercial
Íntimo alcanzó la posición ciento treinta y dos en el Billboard 200 de Estados Unidos, y se ubicó en la posición tres en la lista Top Latin Albums (Billboard). Adicionalmente, se logró ubicar en las listas de Italia, Francia y Suiza.

## Listado de canciones
| N.º   | Título                           | Productor(es)                          | Duración |  |
| 1.    | «Sin filtro»                     | Dimelo Flow, Rike Music                | 3:16     |  |
| 2.    | «Tequila»                        | Dimelo Flow, The Rudeboyz              | 2:53     |  |
| 3.    | «Whine Up» (con Anuel AA)        | Reggi El Auténtico, Saga WhiteBlack    | 3:35     |  |
| 4.    | «Maniquí»                        | Dimelo Flow, Rike Music, Jhon El Diver | 2:55     |  |
| 5.    | «Perdóname» (con Darell)         | Dimelo Flow                            | 2:57     |  |
| 6.    | «Novia nueva»                    | Saga WhiteBlack, JH Beats, Crivas      | 2:59     |  |
| 7.    | «Quisieras» (con Rauw Alejandro) | Saga WhiteBlack                        | 3:05     |  |
| 8.    | «Destino»                        | Saga WhiteBlack                        | 3:21     |  |
| 9.    | «Come y te vas»                  | Dimelo Flow                            | 2:45     |  |
| 10.   | «Borracho»                       | Saga WhiteBlack                        | 3:27     |  |
| 11.   | «La toco»                        | Dimelo Flow, Jvy Boy                   | 2:16     |  |
| 12.   | «Atrévete» (con Sech)            | Dimelo Flow, Rike Music, Gio Kingsbred | 3:18     |  |
| 13.   | «Te robaré» (con Ozuna)          | Chris Jeday, Gaby Music                | 3:20     |  |
| 14.   | «X» (con J Balvin)               | Afro Bros, Jeon Arvani                 | 2:53     |  |
| 15.   | «La promesa (La Calle)»          | Elof Loelv, Saga WhiteBlack            | 2:53     |  |
| 45:59 |                                  |                                        |          |  |

## Posicionamiento en listas
| Listas (2019)                     | Mejor posición |
| --------------------------------- | -------------- |
| Estados Unidos (Billboard 200)    | 132            |
| Estados Unidos (Top Latin Albums) | 3              |
| Francia (SNEP)                    | 120            |
| Italia (FIMI)                     | 70             |
| Suiza (Schweizer Hitparade)       | 67             |

## Certificaciones
| País (organismo certificador) | Certificación | Unidades certificadas |
| ----------------------------- | ------------- | --------------------- |
| México (AMPROFON)             | Platino + Oro | 90 000                |